# Gustav-Adolf Lübchen
Gustav-Adolf Lübchen (* 27. Juni 1930 in Helbra; † 15. Juli 2008 in Berlin) war ein deutscher Jurist und zuletzt Justizoberrat im Ministerium der Justiz der DDR und Rechtsanwalt in Berlin.

## Wirken und Leben
Er wurde in einer Bergarbeiterfamilie unweit der Lutherstadt Eisleben geboren. Den Schulbesuch beendete er 1948 an der Oberschule mit dem Abitur und er beschloss Jura in Sachsen-Anhalt zu studieren.
Nach dem Studium der Rechtswissenschaft an der Juristischen Fakultät der Martin-Luther-Universität Halle-Wittenberg von 1948 bis 1951 legte Lübchen im Februar 1952 das „erste juristische Staatsexamen“ vor dem „Justizprüfungsamt beim Oberlandesgericht“ in der damaligen Landeshauptstadt von Sachsen-Anhalt, Halle an der Saale, ab. Leiter dieses Amtes war der Jurist Fritz Niethammer (1900–1978), der – zwischenzeitlich emeritiert – 1966 einer der Gutachter der Dissertation von Gustav-Adolf Lübchen, neben dem Dozenten am Institut für Internationale Beziehungen Potsdam-Babelsberg Karlfried Hofmann (* 1927), wurde. Das ursprünglich drei Jahre in Deutschland dauernde Rechtsreferendariat betrug in der frühen DDR nur noch ein Jahr und begann für Lübchen im April 1952. Er war als Referendar zunächst beim Kreisgericht Wernigerode und dann bei der Staatsanwaltschaft des DDR-Bezirks Magdeburg eingesetzt. Im März 1953 bestand er zum Abschluss des Vorbereitungsdienstes die zweite Staatsprüfung.

### Referentenstelle
Nach dem zweiten Staatsexamen bekam Lübchen eine Referentenstelle auf dem Gebiet Zivilrecht im DDR-Ministerium der Justiz in Berlin. Im Jahre 1957 wurde er in diesem Ministerium „Leiter des Referats für internationales und ausländisches Recht“.

### Richter
Zum Stadtbezirksgericht Mitte in Berlin (Ost) wechselte er im Dezember 1960 und wurde dort als (gewählter) Richter bis 1963 tätig. Ihm wurde im selben Jahr die „Funktion“ eines „Inspekteurs“ beim „Stadtgericht von Groß-Berlin“ übertragen.

### Positionen im Justizministerium
Ab Oktober 1963 arbeitete er dann wieder im Ministerium für Justiz unter der Ministerin Hilde Benjamin und den ihr nachfolgenden Justizministern, Kurt Wünsche sowie Hans-Joachim Heusinger (bis zum 11. Januar 1990). In dieser Zeit wurde er zum „Hauptabteilungsleiter Gesetzgebung“ ernannt.
Er war 1988 Zweitgutachter der Dissertationsschrift von Detlef Hammer (1950–1991) unter dem Titel Studie zur Regelung der Stiftung in der Deutschen Demokratischen Republik auf der Grundlage des Zivilgesetzbuches, deren Inhalt im historischen Teil noch heute Bestand hat und zu jener Zeit vor allem die kirchliche Eigentümerschaft an Stiftungen bekräftigen sollte sowie Neugründungen auf dem Gebiet der Wissenschaft und Kultur entsprechend einer dafür zu erlassenen Verordnung in der DDR anregte. Das DDR-Zivilgesetzbuch (ZGB) enthielt keine Regelung über die Begründung einer Stiftung durch Rechtsgeschäft, sondern bestimmte im Einführungsgesetz, dass ihre Rechtsstellung durch das bis zum Inkrafttreten des ZGB 1975 geltende Recht bestimmt (wird).
Lübchen hatte eine leitende Stellung bei dem erneut zum Minister der Justiz berufenen Wünsche weiterhin inne, der diese Funktion nur bis zum 16. August 1990 ausübte und zwar im Kabinett von Hans Modrow sowie auch von Lothar de Maizière. Anschließend war der Vorgesetzte von Lübchen bis zur deutschen Wiedervereinigung der letzte amtierende Justizminister der DDR, Staatssekretär Manfred Walther. Der Leiter der Arbeitsgruppe Rechts- und Justizreform, Ronald Brachmann wurde 1990 Leiter der Grundsatzabteilung (Justizreform und Rechtsangleichung) im Ministerium der Justiz der DDR.

### Redaktionskommissionsmitglied (Auswahl)
Lübchen war 1975 in seiner Eigenschaft als Leiter der Hauptteilung Gesetzgebung zusammen mit der Sektorenleiterin Ruth Wüstneck im Ministerium der Justiz sowie dem Berliner Universitätsprofessor Joachim Göhring  Mitglied der Redaktionskommission zur Prüfung von Vorschlägen, Ergänzungs- und Änderungswünschen, zum Entwurf des neuen Zivilgesetzbuches der DDR. ADN-Zentralbild fotografierte Lübchen und sein Team bei der Arbeit und stellte das Foto zum Abdruck der Presse zur Verfügung.
Auch in der Redaktionskommission des Nachschlagewerkes Rechtshandbuch für den Bürger war er vertreten.

### Telefonforum und Vortragsredner
Rechtsfragen zum Zivilgesetzbuch beantwortete Lübchen in Tageszeitungen der DDR und im Telefonforum, z. B. des Berliner Rundfunks. Überdies betätigte er sich als Lektor und Vortragsredner im Rahmen seiner Partei, der SED, zu Rechtsproblemen.

### Autorschaft (Auswahl)
Er hat die Autorschaft an Fachliteratur vor allem auf zivilrechtlichem Gebiet:
- Die kollisionsrechtliche Regelung des Schutzes der Rechte der Bürger in den Rechtshilfeverträgen der Deutschen Demokratischen Republik auf dem Gebiet des Zivil- und Familienrechts.[16]
- Internationale Rechtshilfe in Zivil- und Familiensachen.[17]
- Für eine einheitliche Regelung der Anerkennung von Entscheidungen anderer Staaten in Statussachen.[18]
- Urlaub, Reisen, Camping.[19]
- Zum gegenwärtigen Stand des Gesellschafts- und Handelsrechts sowie des allgemeinen Zivilrechts in der DDR.[20]
- Erholungsgrundstücke und Kleingärten in den neuen Bundesländern.[21]

### Mitverfasser (Auswahl)
Zudem war er am Verfassen verschiedener Werke beteiligt:
- Kommentar zum Zivilgesetzbuch der Deutschen Demokratischen Republik vom 19. Juni 1975 und zum Einführungsgesetz zum Zivilgesetzbuch der Deutschen Demokratischen Republik vom 19. Juni 1975.[22]
- Überlegungen zur Weiterentwicklung des Zivilrechts.[23]
- Das neue Insolvenzrecht in der DDR.[24]
- Vermögensgesetz und Zivilrechtsweg.[25]

### Herausgeber
Als Herausgeber eines Kommentars wirkte er bei der Einführung des Bürgerlichen Gesetzbuches (BGB) in den neuen Ländern:
- Kommentar zum sechsten Teil des EGBGB. Übergangsrecht für die Einführung des BGB in den neuen Bundesländern.[26]

Nachdem Lübchen Mitte Juli 2008 verstorben war, fand eine Trauer- bzw. Gedenkfeier am 11. August 2008 in der Waldkapelle Berlin-Hessenwinkel statt.

## Herkunft des Vor- und FamiliennamensGustav-Adolf Lübchen
Gustav-Adolf ist ein aus dem Schwedischen übernommener männlicher Vorname und fand vor allem als Gustav in Deutschland starke Verbreitung. Der Schwedenkönig Gustav Adolf fiel im Dreißigjährigen Krieg 1632 in der Schlacht bei Lützen.
Lübchen, Kreis Guhrau, Niederschlesien, jetzt Lubów ist ein Dorf im Powiat Górski in der Woiwodschaft Niederschlesien in Polen. Vor 1945 gehörte es zu Deutschland.